# Будинок Е. Т. А. Гофмана
Будинок Е. Т. А. Гофмана у місті Бамберзі Верхній Франконії — меморіал, присвячений особистості та творчості німецького письменника, композитора та рисувальника Е. Т. А. Гофмана (1776—1822).

## Історія
Майже п'ять років свого життя, з 1 вересня 1808 року по 21 квітня 1813 року, Е. Т. А. Гофман провів у Бамберзі. 1 травня 1809 року він переїхав на верхні два поверхи будинку за адресою Zinkenwörth № 50 (сьогодні Шиллерплац, 26). У 1908 році тут було встановлено меморіальну дошку, а 6 квітня 1930 року група друзів Гофмана відкрила музей, сьогодні будинок Е. Т. А. Гофмана. Під час Культурного тижня Ґау та за сприяння Бамберзького гуртка поетів 14 червня 1938 року в Бамберзі було засновано Товариство ЕТА Гофмана.

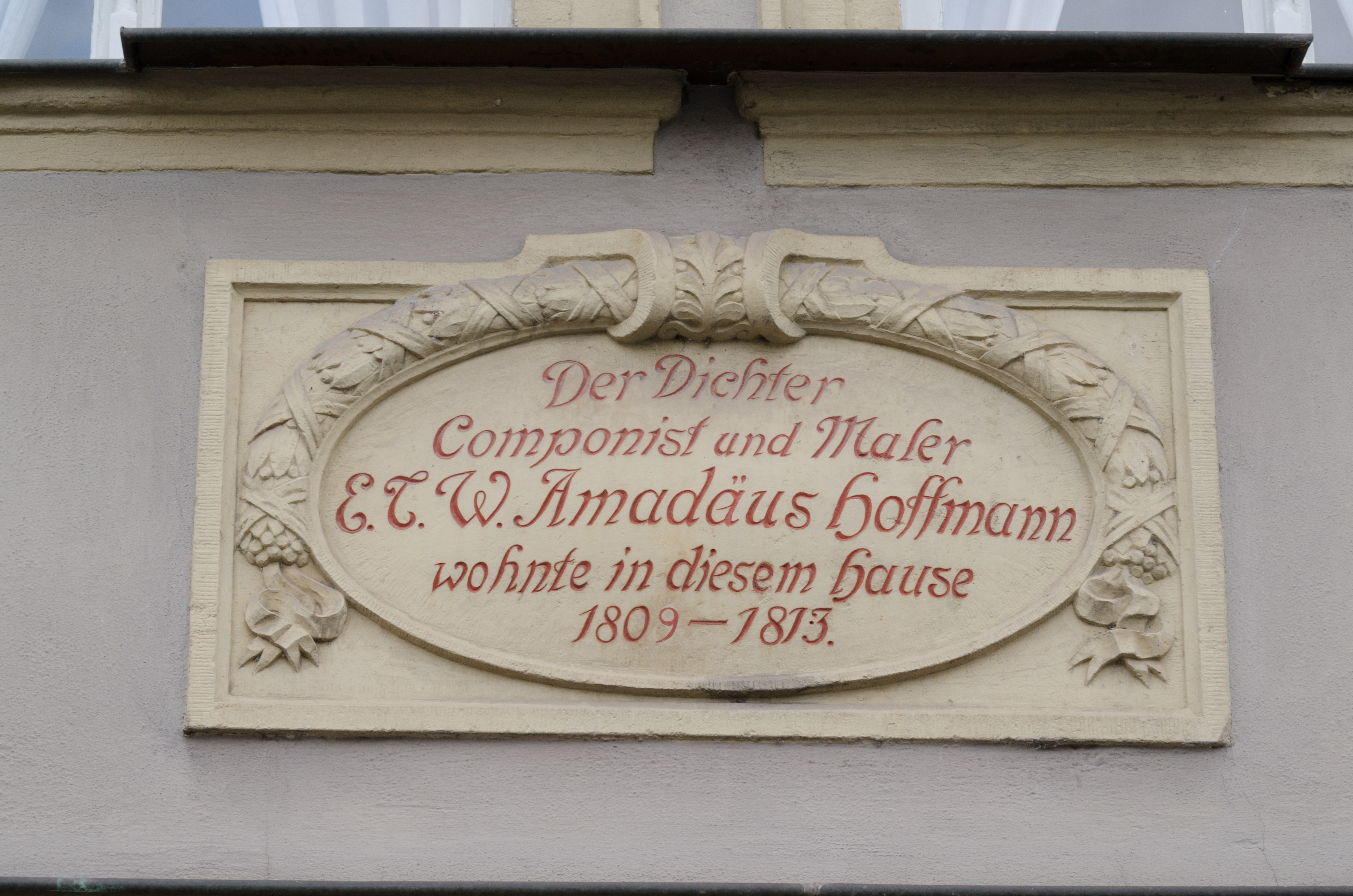
Меморіальна дошка (1908) на будинку Е. Т. А. Гофмана в Бамберзі

Музей був створений під назвою Е. Т. А. Гофман у Бамберзі. З цією метою засновник, психолог і видавець Вільгельм Амент створив власні колекції (перші та інші видання, література про Е. Т. А. Гофмана та його творчість, автографи, графіка та фотографії). Однак у 1958 і 1961 роках їх було доручено Бамберзькій державній бібліотеці. Згодом музей мали облаштувати так, як це було за часів Гофмана; проте не було ані документів, ані оригінальної техніки.
Сьогодні музей охоплює всю будівлю (яка має лише близько 3,5 метрів завширшки на передній частині вулиці), включаючи задню будівлю та садок. До 2019 року нею керувало товариство ETA Hoffmann за підтримки міста Бамберг і час від часу фінансувалося державними установами, компаніями, фондами та спонсорами. За угодою про співпрацю від 18 лютого 2020 року місто Бамберг взяло на себе спонсорство будинку E. Т. А. Гофмана. Управління культури міста Бамберг відповідало за операцію до 2022 року. З 2023 року за будинок відповідають міські музеї Бамберга. Власником майна є Фонд всесвітньої спадщини Бамберга.
З 1 листопада 2022 року будинок E. Т. А. Гофмана зачинено на багаторічну генеральну реконструкцію з подальшим переплануванням. Повторне відкриття заплановане на 2026 рік.

## Концепція музею до 2022 року
Будинок E. Т. А. Гофмана передає зображення, текст і звукову інформацію — особливо в інсталяціях — відповідно до сучасних музейних дидактичних принципів. Єдиний меморіал, присвячений Е. Т. А. Гофману, має на меті віддати справедливість різноманітним сферам її життя та діяльності. Проте специфічний реалістично-фантастичний, гофманівський флер залишається.
Зал дзеркал і анаморфоз Гофмана задають тон складній особистості. Чарівний сад, заснований на оповіді «Золотий горнець», робить чуттєво відчутними мотиви з життя та творчості Гофмана, а також окремі цитати через його планування та насадження. Іграшковий театр у сходовій ніші нагадує про казку «Лускунчик і Мишачий король», реконструйована ложа з декораціями Карла Фрідріха Шинкеля — про оперу «Ундина». Ідея її народилася в Бамберзі, і вона вважається найдавнішою німецькою романтичною оперою. Мікроскоп правди за словами Володаря бліх дозволяє прочитати найпотаємніші думки.
Інтерактивна музична шафа дозволяє музиці Гофмана звучати в сучасних записах під нотний запис. У Poetenstübchen історичне фортепіано можна відчути через станцію для прослуховування. Він відповідає музичному інструменту, з яким Гофман зобразив себе як диригента Йоганнеса Крейслера. Решта обладнання в цій музично-поетичній лабораторії створено за зразком іншого самозображення за партою та «ліжком».
У лекційній кімнаті з іншим історичним піаніно відбуваються читання творів Гофмана та його сучасників, а також виставки переважно ілюстрацій сучасних художників.